# アリス・リン
アリス・リン（林昀佳、広東語: ラム・ワンガイ、普通話: リン・ユンジャア、1992年1月13日 - ）は、台湾の芸能人でミス・コンテスト優勝者である。

## 人物
台北市出身で、姉が二人いる。6歳の時、家族と共にカナダ・ブリティッシュコロンビア州に移った。ケリスデール・エレメンタリー・スクール（Kerrisdale Elementary School）およびポイント・グレイ セカンダリー・スクール（Point Grey Secondary School）卒業後、新宿区・東京外語専門学校へ留学して日本語能力試験・N2の認定証も手に入った。およそ2013年、ブリティッシュコロンビア大学・政治学科に進学したが、2017年から演じることに情熱を傾け、ドラマコースのある学部へ移籍。その間、ライフキャスティング（17 Live）やグラフィックデザイン（お絵描き）や美術ギャラリー正社員や広告モデルなど多岐にわたり活動。
2018年12月、「2018ミス・チャイニーズ・バンクーバー」で優勝を勝ち取っただけではなく、「ミス・フォトジェニック賞（Miss Photogenic）」も「六福集団・ルミナス・ビューティー・アワード（Luk Fook Jewellery Luminous Beauty Award）」も受賞。2019年3月、バンクーバー代表として、香港のテレビ局・無綫電視（TVB）主催のミスコンテスト「2019ミス国際中華」決勝戦に参加、落選されてしまった。また、WEBメディアに「芸能界デビューを目指せるように、ちゃんと広東語を勉強している」と語った。

## 出演作品

### テレビ
- 2018ミス・チャイニーズ・バンクーバー（2018年12月6日、新時代電視） - 優勝者
- 2019ミス国際中華（2019年3月2日、無綫電視） - トップテン

### PV
- Max Chang・「英雄趴」（2017年）

### ラジオ
- R&B High Tea（2018年12月23日、加拿大中文電台FM96.1） - ゲスト

## 主な受賞歴
- 2018年 - 2018ミス・チャイニーズ・バンクーバー 優勝者
- 2018年 - 2018ミス・チャイニーズ・バンクーバー「ミス・フォトジェニック賞」
- 2018年 - 2018ミス・チャイニーズ・バンクーバー「六福集団・ルミナス・ビューティー・アワード」